# デイトリックつくば
デイトリックつくば（デイトリックつくば、英: Daytrick Tsukuba）は、茨城県つくば市をホームタウンとしてJBL2に所属していた社会人男子バスケットボールチームである。

## 歴史

### HA!取手バスケットボールクラブ
2007年4月取手市にて中学生を対象とした「HA!取手バスケットボールクラブチーム」として結成。
2008年、「HA!TORIDE BASKETBALL CLUB」に改名。
2011年1月、日本バスケットボールリーグ2部機構（JBL2）申請に向けて活動開始。

### デイトリック茨城
2011年4月、プロ化構想を策定。拠点をつくば市に移し、チーム名も「デイトリック茨城」に改めた。
6月、JBL2への準加盟が承認される。2012年4月に正会員としてJBL2に参加となる。
デイトリック茨城は、下部組織として「デイトリックユース」を持ち、アカデミーとして中学生を対象にした「デイトリックジュニア」小学生を対象とした「デイトリックキッズ」のバスケットボール教室を運営。（2012年1月現在アカデミー生徒100人）

### デイトリックつくば

#### JBL2
JBL2への参戦に伴い、「デイトリックつくば」に改称。
JBL2参加初年度（2012-13シーズン）はつくば市を拠点に「つくば市洞峰公園体育館」「つくばカピオアリーナ」取手市「グリーンスポーツセンター」での大会を開催した。参入初年度よりプレーオフ進出。

#### NBL断念
2013年より始動する新トップリーグ、ナショナル・バスケットボール・リーグ（NBL）へ参入する予定だったが、デイトリックが経営難に陥ったため参入を取りやめた。NBLへは、株式会社いばらきスポーツアカデミーが運営する「つくばロボッツ」が替わって参入することとなり、デイトリックはチーム名を「デイトリック茨城」に戻し、bjリーグ参戦などを検討することになった。大半の選手はロボッツへ移籍。当面は「デイトリック BOOT CAMP プロジェクト」と題した育成プログラムを主たる事業として行い、2015年度のbjリーグ参入を目指していた。
2015年1月、一方的なNBL参戦取り消しだったとして、これを不服とし、会社はNBL及び元スポンサーに対し法的措置を行うと表明。

## 成績

### JBL2
| 年度    | リーグ | 回 | レギュラーシーズン | レギュラーシーズン | レギュラーシーズン | セミファイナル | セミファイナル | 3位決定戦 | 3位決定戦 | 最終結果 |
| 年度    | リーグ | 回 | 勝                 | 敗                 | 順位               | 勝             | 敗             | 勝        | 敗        | 最終結果 |
| ------- | ------ | -- | ------------------ | ------------------ | ------------------ | -------------- | -------------- | --------- | --------- | -------- |
| 2012-13 | JBL2   | 6  | 22                 | 10                 | 東2位              | 0              | 1              | 1         | 0         | 3位      |